# Hans Sotin
Hans Sotin (ur. 10 września 1939 w Dortmundzie) – niemiecki śpiewak operowy, bas.

## Życiorys
Ukończył studia u Dietera Jacoba w konserwatorium w Dortmundzie. Na scenie zadebiutował w 1962 roku w Essen rolą Komisarza Policji w Kawalerze srebrnej róży Richarda Straussa. W 1964 roku otrzymał angaż do opery w Hamburgu, gdzie szybko dał się poznać jako wybitny interpretator współczesnego repertuaru operowego. Uczestniczył w prawykonaniu licznych dzieł, m.in. Diabłów z Loudun Krzysztofa Pendereckiego (1969). Opera hamburska przyznała mu tytuł Kammersänger. W 1970 roku wystąpił na festiwalu operowym w Glyndebourne jako Sarastro w Czarodziejskim flecie W.A. Mozarta. W 1971 roku debiutował w Chicago (Wielki Inkwizytor w Don Carlosie), a w 1972 roku w nowojorskiej Metropolitan Opera (Sarastro w Czarodziejskim flecie). Od 1972 roku regularnie występował na festiwalu w Bayreuth, od 1973 roku śpiewał także w Operze Wiedeńskiej. W 1976 roku po raz pierwszy wystąpił w mediolańskiej La Scali, kreując rolę Barona Ochsa w Kawalerze srebrnej róży.
Zdobył sobie sławę przede wszystkim wykonaniami ról w operach Richarda Wagnera. Występował też jako artysta koncertujący z repertuarem obejmującym muzykę J.S. Bacha, Josepha Haydna, Ludwiga van Beethovena i Gustava Mahlera. Dokonał licznych nagrań płytowych dla wytwórni Decca, Deutsche Grammophon, HMV, RCA, Sony i Philips.